# Clan Henderson

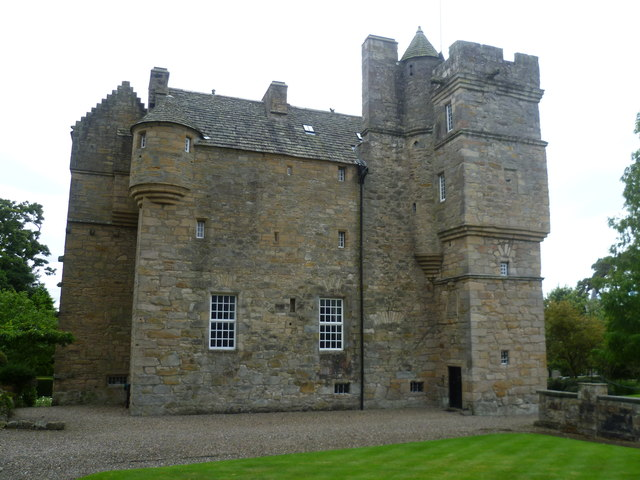
Einst ein Stammsitz der Hendersons: Das Tower House an der Dalgety Bay, Fordell Castle

Der Clan Henderson  ist ein Schottischer Clan, Mitglieder leben heute auf der ganzen Welt. Ihre Heimat ist Glen Coe und Fife, die Borders, Caithness und die Shetlandinseln. Derzeitiger Clan Chief ist Alistair Donald Henderson of Fordell.

## Geschichte
Die Hendersons führen ihre Herkunft zurück auf den piktischen Prinzen Big Henry, ein Nachkomme von König Nechtan (Eanruig Mor mac Righ Nechtan), der um 1011 die Stammburg Lochmaben Castle bei Kinlochleven im Norden von Glen Coe begründet haben soll. Seine männlichen Nachkommen übernahmen den Namen mac Eanruig, („Sohn Henry“), welches später anglisiert als McHenry, Henryson, Henderson und weitere Formen annahm. Im Laufe der Zeit übernahmen die Nachkommen anderer prominenter Henrys den gleichen Namen, und schließlich verschmolzen diese Familien zu einem einzigen Clan. Sie lebten in Callert, am Nordufer des Loch Leven, bis sie durch den Clan Cameron im fünfzehnten Jahrhundert vertrieben wurden. 1511 besiedelten sie Fordell in Fifedas das ihnen von König James IV. zugewiesen wurde. In Caithness bestand eine andere Gruppe der Hendersons, der Clan Gunn. Eine weitere Familie entstand in Liddesdale und Ewesdale in den Scottish Borders. 

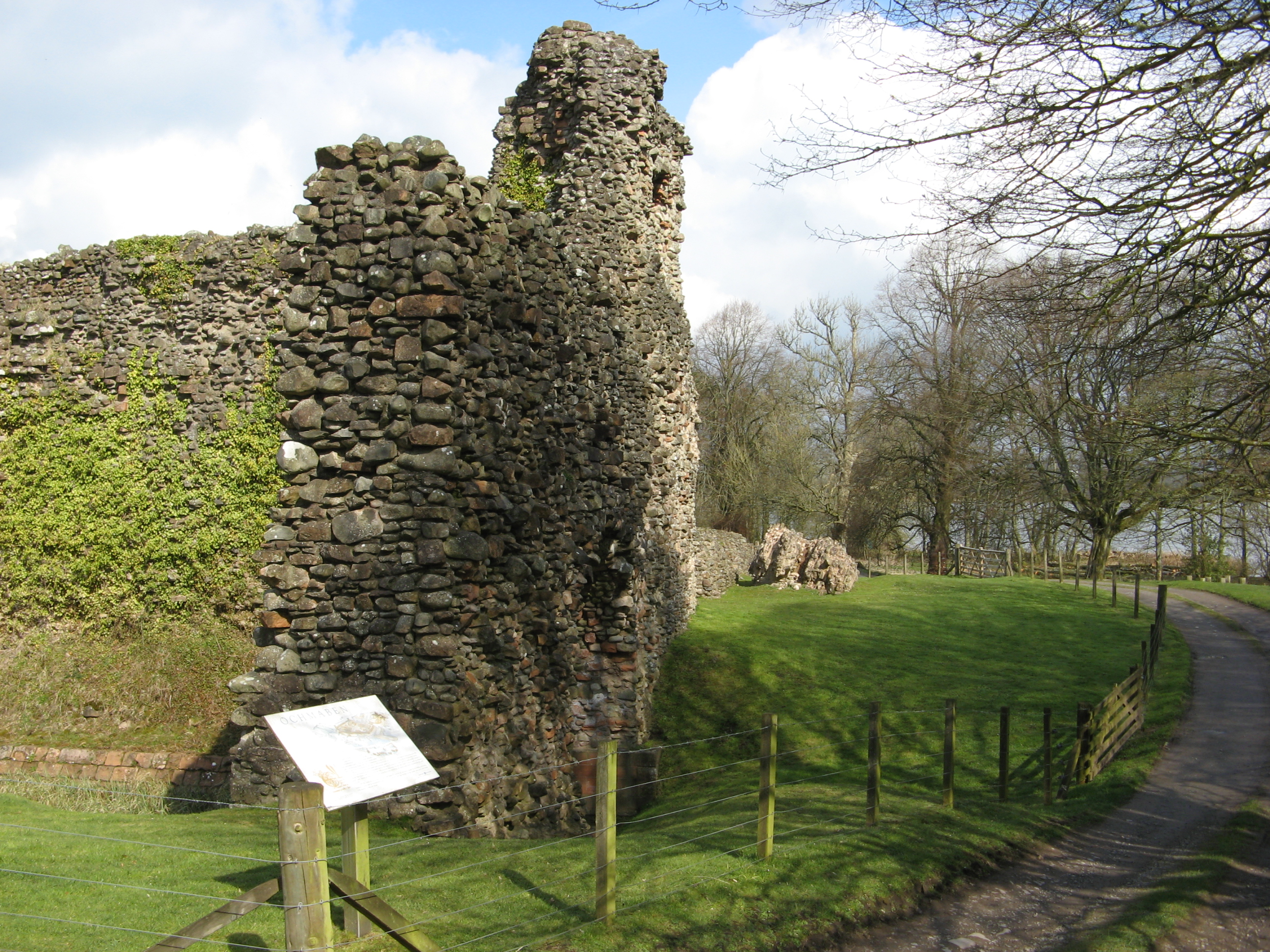
Burg Lochmaben

## Im 17. und 18. Jahrhundert
Die Hendersons wurden durch ihre Körpergröße und Stärke bekannt und wurden die persönlichen Bodyguards der Chiefs des Clan MacDonald of Glencoe. Dies wiederum bedeutet, sie waren unter den Opfern des Massaker von Glencoe im Jahr 1692. Nach dem Massaker wanderten viele Hendersons auf andere Gebiete der Britischen Inseln und in die Neue Welt.

## Persönlichkeiten in der Neuen Welt
Patrick Henry in Virginia forderte die bewaffnete Revolution mit seiner Aussage „Ich weiß nicht, was für andere natürlich ist: aber für mich gilt, gib mir Freiheit oder gib mir den Tod!“ Der in Ulster geborene Arzt James McHenry diente als Kriegssekretär George Washingtons. Die Hendersons waren loyal zur britischen Krone und spielten eine wichtige Rolle in der britischen Besiedlung Kanadas, Australiens und Neuseelands.

## Heutiger Clan Chief
Der derzeitige Chief des Clan Henderson ist Alistair Donald Henderson von Fordell, ein Umwelt-Ingenieur, spezialisiert in der Luftreinhaltung, er in lebt Brisbane, Australien. Der Chief ist anerkannt als Lord Lyon, King of Arms, und ist Mitglied des Ständigen Rates der Scottish Chiefs.

## Tartan
Der Henderson Clan hat einen eigenen Tartanstoff zu ihrem Kilt.

## Motto
Das Motto des Henderson Clan lautet: »Sola virtus nobilitat«  auf Deutsch: »Tugend allein adelt«

## Namenversionen
Die Schreibweisen der Nachnamen entstanden aus regionalen aussprachlichen Unterschieden, und aus ungewöhnlichen kreativen Rechtschreibungen. Einige Personen verwendeten mehrere Nachnamen oder unterschiedliche Nachnamenformen.
- Zu den Familien- und Nachnamen Variationen des Clan Henderson gehören:

Gaelic Varianten:
- MacEanrig / Eanrig
- MacEnrig / Enrig
- MacIanruig / Ianruig
- MacIanrig / Ianrig
- MacInrig / Inrig
- MacCanruig / Canruig
- MacCanrig / Canrig

Anglisierten Varianten:
- (Mac) Anrig / Andrig / An (d) rigson
- (Mac) Enrig / Endrig / Endrigson
- (Mac) HenriG / Hendrig / Hendrigson
- (Mac) Kenrig / Kendrig / Kendrigson
- (Mac) Kanrig / Kandrig / Kandrigson
- (Mac) Canrig / Candrig / Candrigson
- (Mac) Anri (c) k / Andri (c) k / An (d) ri (c) kson
- (Mac) Enri (c) k / Endri (c) k / En (d) ri (c) kson
- (Mac) Henri (c) k / Hendri (c) k / Hen (d) ri (c) kson
- (Mac) Kenri (c) k / Kendri (c) k / Ken (d) ri (c) kson
- (Mac) Kanri (c) k / Kandri (c) k / Kan (d) ri (c) kson
- (Mac) Canri (c) k / CanrCandri (c) k / Can (d) ri (c) kson
- (Mac) Anry / Andry / An (d) Ryson
- (Mac) Henry / Hendry / Hen (d) Ryson
- (Mac) Kenry / Kendry / Ken (d) Ryson
- (Mac) Anrie / Andrie / An (d) rieson
- (Mac) Henrie / Hendrie / Hen (d) rieson
- (Mac) Kenrie / Kendrie / Ken (d) rieson
- (Mac) Anree / Andree / An (d) Reeson
- (Mac) Henree / Hendree / Hen (d) Reeson
- (Mac) Kenree / Kendree / Ken (d) Reeson
- Ende (h) erson
- Henderson
- Hendron
- Henders
- Henerson